# Flecktarn (камуфляж)
Флектарн (нім. Flecktarn, також відомий як Fleckentarn або Flecktarnmuster, дослівно — «плямистий камуфляж») — сімейство 3-, 4-, 5- або 6-колірних деформаційних військових камуфляжів, що прийняте на озброєння Бундесвером Німеччини з 1990 року.
Найпоширенішим є 5-колірний візерунок, що складається з темно-зеленого, світло-зеленого, чорного, червоно-коричневого та зелено-коричневого або коричневого залежно від виробника. Оригінальний німецький 5-кольоровий малюнок був розроблений для використання в європейських лісах помірної зони. 3-кольорова варіація під назвою Тропентарн (нім. Tropentarn, раніше Wüstentarn) призначена для посушливих та пустельних умов і німецький Бундесвер носив його в Афганістані.
Оригінальний німецький 5-кольоровий камуфляж Флектарн був прийнятий, скопійований та модифікований багатьма країнами для власних камуфляжних моделей.

## Історія

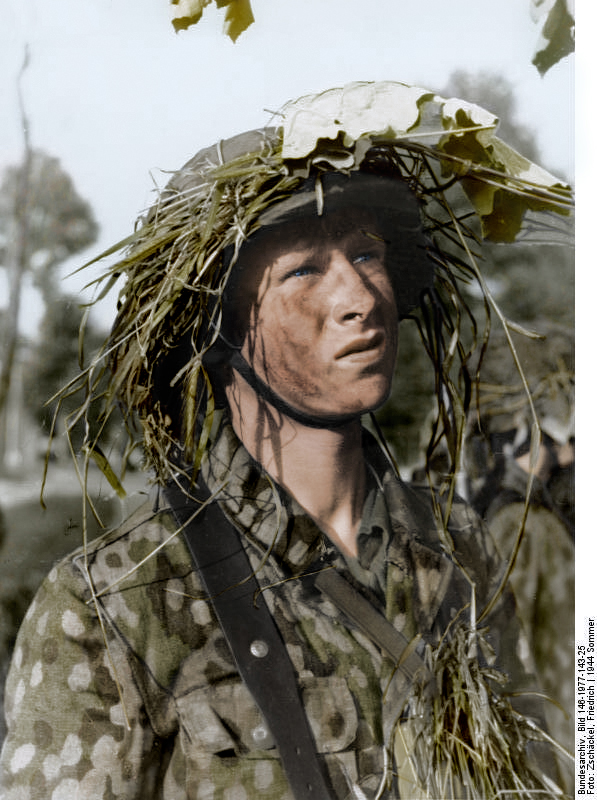
Німецький солдат 12-ї танкової дивізії СС «Гітлерюгенд», у куртці з плямистим камуфляжем Erbsenmuster в Нормандії (Франція, 1944)

Німеччина проводила численні експерименти з варіантами камуфляжів ще до Другої світової війни, і вже під час війни деякі армійські підрозділи використовували «уламковий» камуфляж .

Бойові підрозділи СС починаючи з 1935 року проводили експерименти з різними камуфляжами. Ваффен-СС стали першими військами у світі, які були оснащені одностроями з плямистим камуфляжем у різноманітних дизайнах та модифікаціях. Перший з цих камуфляжних візерунків (Platanenmuster) був розроблений директором створеного в 1935 році відділу «Т» (від нім. Tarn — «камуфляж»), мюнхенським професором Йоганном Георгом Отто Шиком (нім. Johann Georg Otto Schick) до грудня 1936 року. Тим часом Вім Брандт, який був призначений гауптштурмфюрером СС 1 березня 1936 року, склав інструкції щодо окремих частин спорядження та одягу. Після етапу розробки було проведено тестування зразків одягу. З середини 1938 року перші частини були оснащені одягом з плямистим камуфляжем Platanenmuster.

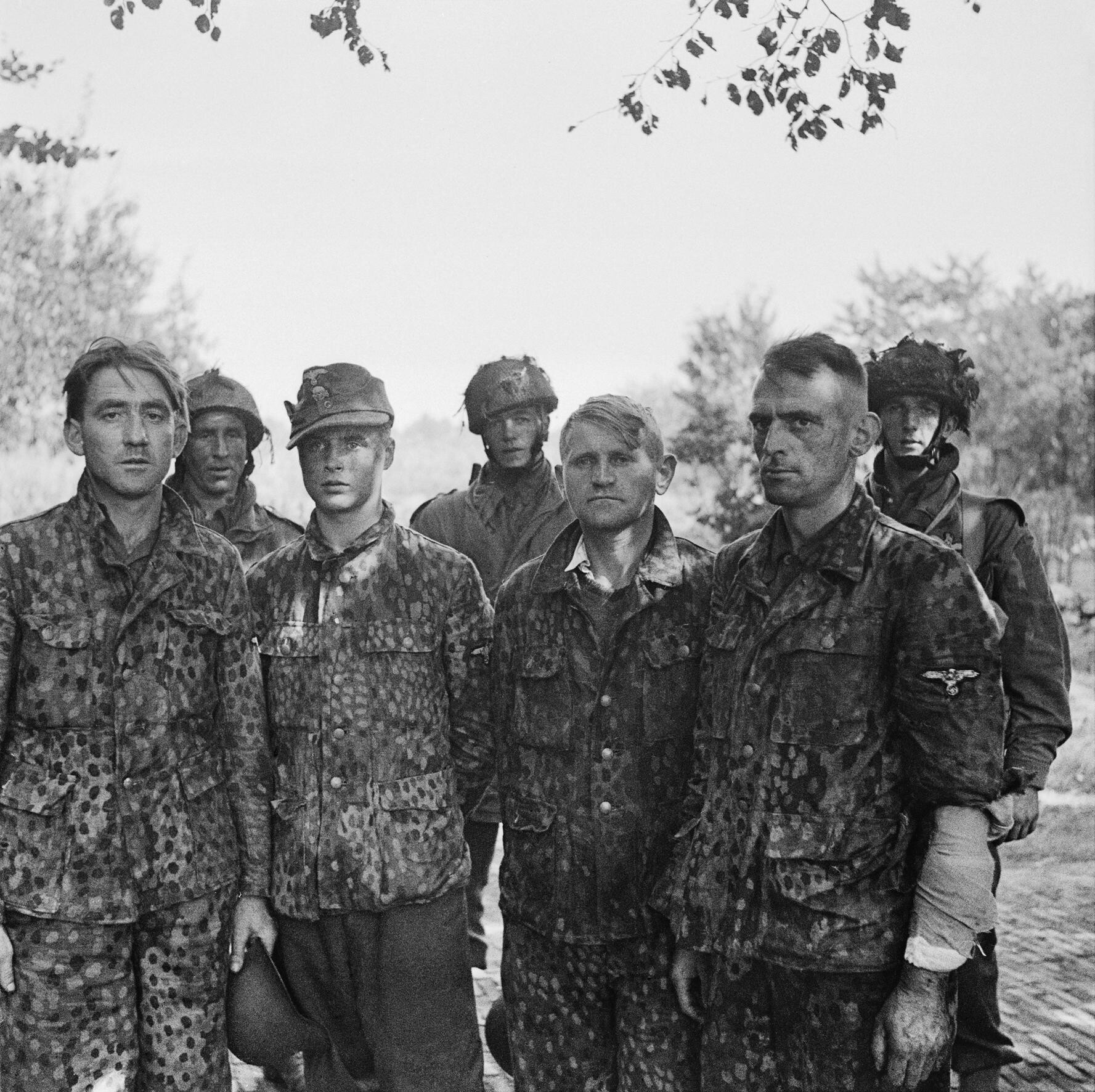
Бійці Ваффен-СС в камуфляжі типу Erbsenmuster. Нідерланди, вересень 1944 року

Сучасна назва плямистого камуфляжу Ваффен-СС Erbsenmuster походить з післявоєнного періоду і камуфляж вперше була описаний під цією назвою американцями. Лише один німецький зразок цього періоду став відомий під своєю історичною німецькою назвою. Це останній плямистий камуфляж, виготовлений наприкінці війни, який став відомий як «Leibermuster» (камуфляж Лайбера). Він також був розроблений Йоганном Шиком і надрукований світлопоглинальними барвниками для забезпечення захисту від приладів нічного бачення союзників. Виробництво шестиколірних тканин, отриманих таким чином, було надзвичайно складним. Тому через війну до війська потрапило лише дуже обмежена кількість одностроїв з камуфляжем Лайбера. Передбачалося, що саме цей камуфляж мав замінити всі раніше введені камуфляжні однострої СС і Вермахту. Однак ці міркування суперечили власним одночасним розробкам вермахту «Buntfarbenaufdruck 1945». Візерунок мав темне тло, на якому були надруковані білі плями. Поверх цього був світло-зелений візерунок і ще один середньо-зелений шар у формі листя. Вище розміщувались іржаво-коричневі плями, і нарешті на них клали чорні «гілки».
Після Другої світової війни Бундесвер ФРН до 1990-х років використовував для наземних військ однотонні оливкові однострої.

## Сучасний камуфляж

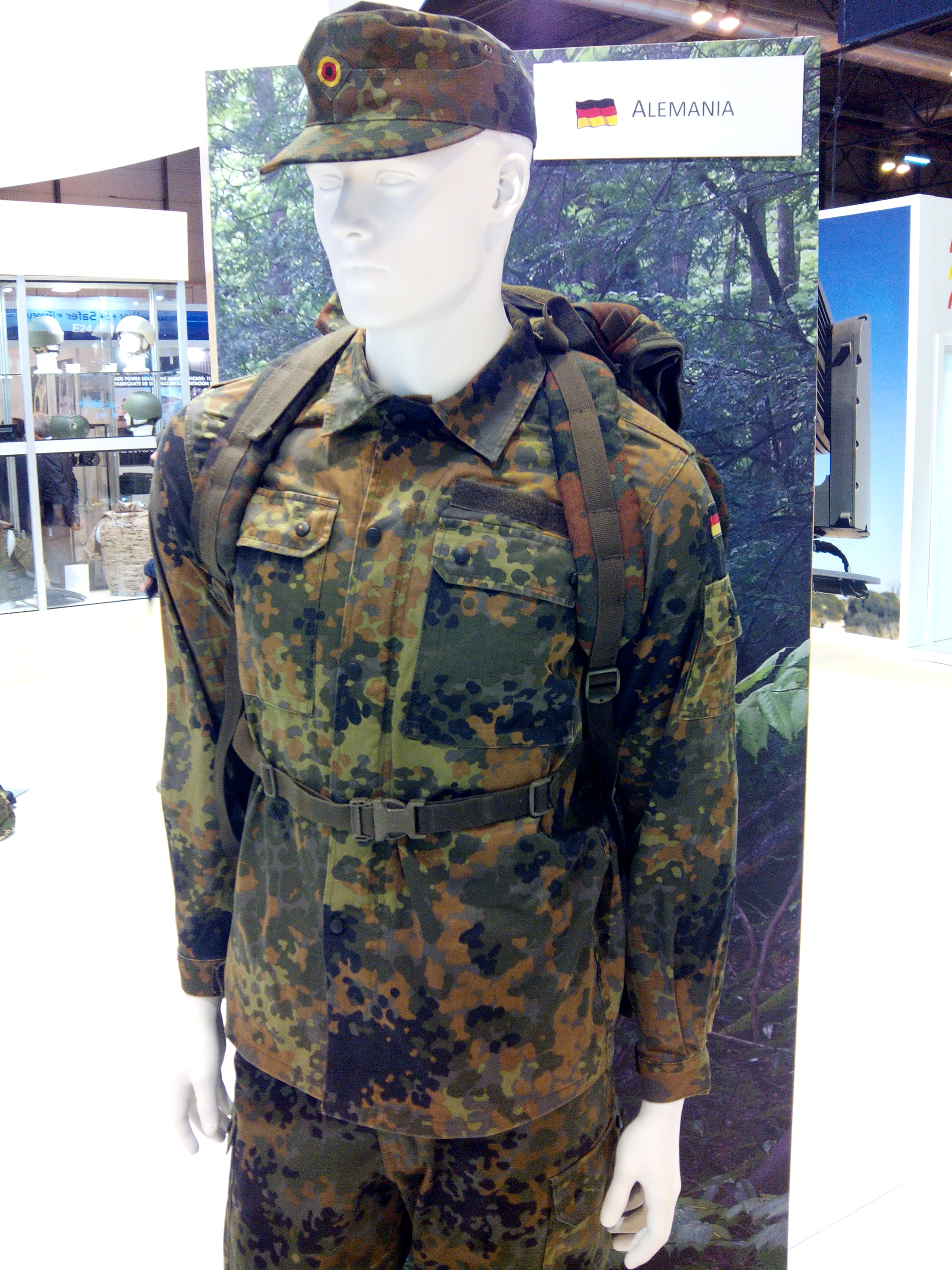
Німецький Flecktarn на виставці в Мадриді, 2015

У 1976 році Бундесвер розробив кілька прототипів камуфляжних забарвлень для випробувань в якості заміни однотонного «оливкового» камуфляжу.  Як мінімум чотири різні камуфляжні забарвлення були випробувані під час випробувань 1976 року.
З наданих зразків був прийнятий той, що відомий сьогодні як Flecktarn. Це складене слово з німецьких слів Fleck (пляма, колір) і Tarnung (камуфляж). Бундесвер зберіг свою форму зеленого кольору принаймні до 1980-х років. Flecktarn був широко представлений тільки в 1990 році, після випробувань, що відбулись в 1988.
У Німеччині камуфляж Flecktarn використовується всіма службами й підрозділами піхоти, ВПС, деякими підрозділами флоту і навіть медичною службою (нім. Sanitätsdienst). 
Візерунок камуфляжу Flecktarn є основою для німецького пустельного камуфляжу Tropentarn, данського камуфляжу M/84, включаючи пустельні варіації данського забарвлення, а також камуфляжів ряду інших країн. Один з варіантів під назвою Flectarn-d використовується в армії КНР в Тибеті і в деяких поліцейських підрозділах в Польщі.
На основі камуфляжу Tropentarn комерційними фірмами був розроблений варіант пустельного камуфляжу Wüstentarn.

## Заміна на камуфляж Multitarn

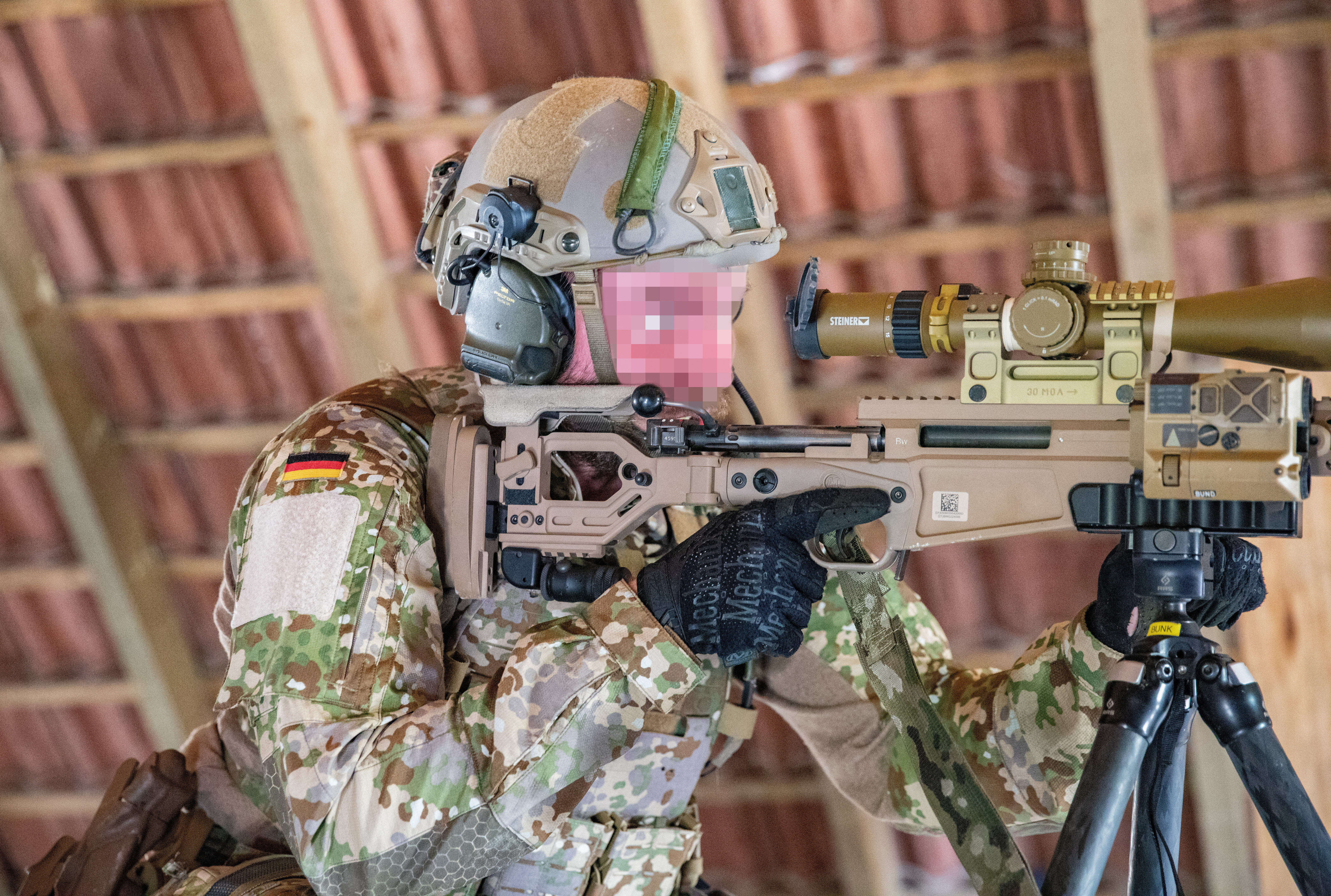
Боєць німецького спецпідрозділу KSK у новому камуфляжному костюмі Бундесверу Multitarn

У 2016 році Науково-дослідний інститут матеріалів і майна Бундесверу (нім. Wehrwissenschaftliche Institut für Werk- und Betriebsstoffe – WIWeB) провів випробування нового зразка, названого Multitarn як потенційна заміна Flecktarn. Шаблон — плямистий 6-кольоровий візерунок із колірною гамою, подібною до комерційного камуфляжу MultiCam американської компанії Crye Precision, який широко використовується як національними арміями, такими як армії США, Британії та Австралії, так і багатьма міжнародними силами спеціального призначення, у тому числі Bundeswehr Kommando Spezialkräfte (KSK).
Новий шаблон камуфляжу є багатопрофільним і спочатку планувався для використання лише німецьким спецназом. Бундесвер висловлював плани щодо прийняття кількома підрозділами Бундесверу для доповнення існуючих зразків камуфляжу Flecktarn, але станом на 2022 рік цього не відбулося. На відміну від своїх попередніх шаблонів Flecktarn, Бундесвер вжив суворих заходів щодо прав власності та контролю над розповсюдженням, щоб запобігти несанкціонованому та незаконному виробництву шаблонів поза уповноваженими підрядниками Бундесверу.
За інформацією видання Hartpunkt з посиланням на джерела в армійських структурах, в 2025 році Федеральне міністерство оборони Німеччини відмовилось від триваючого спротиву щодо зміни камуфляжу у війську, прийнявши рішення про початок закупівель особистого спорядження у новому камуфляжі починаючи з 2026 року.

## Варіанти

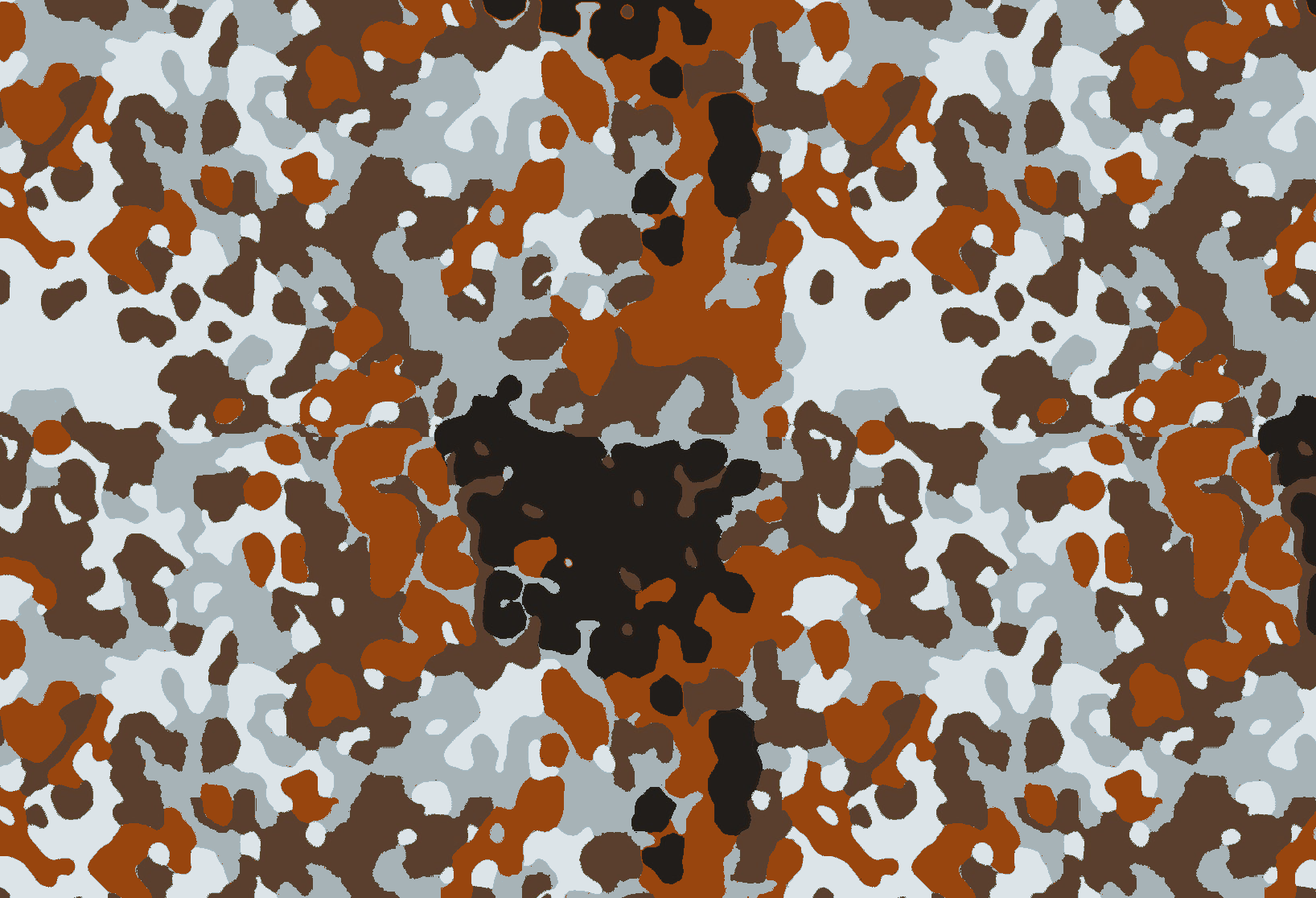
Китайський Tibetarn
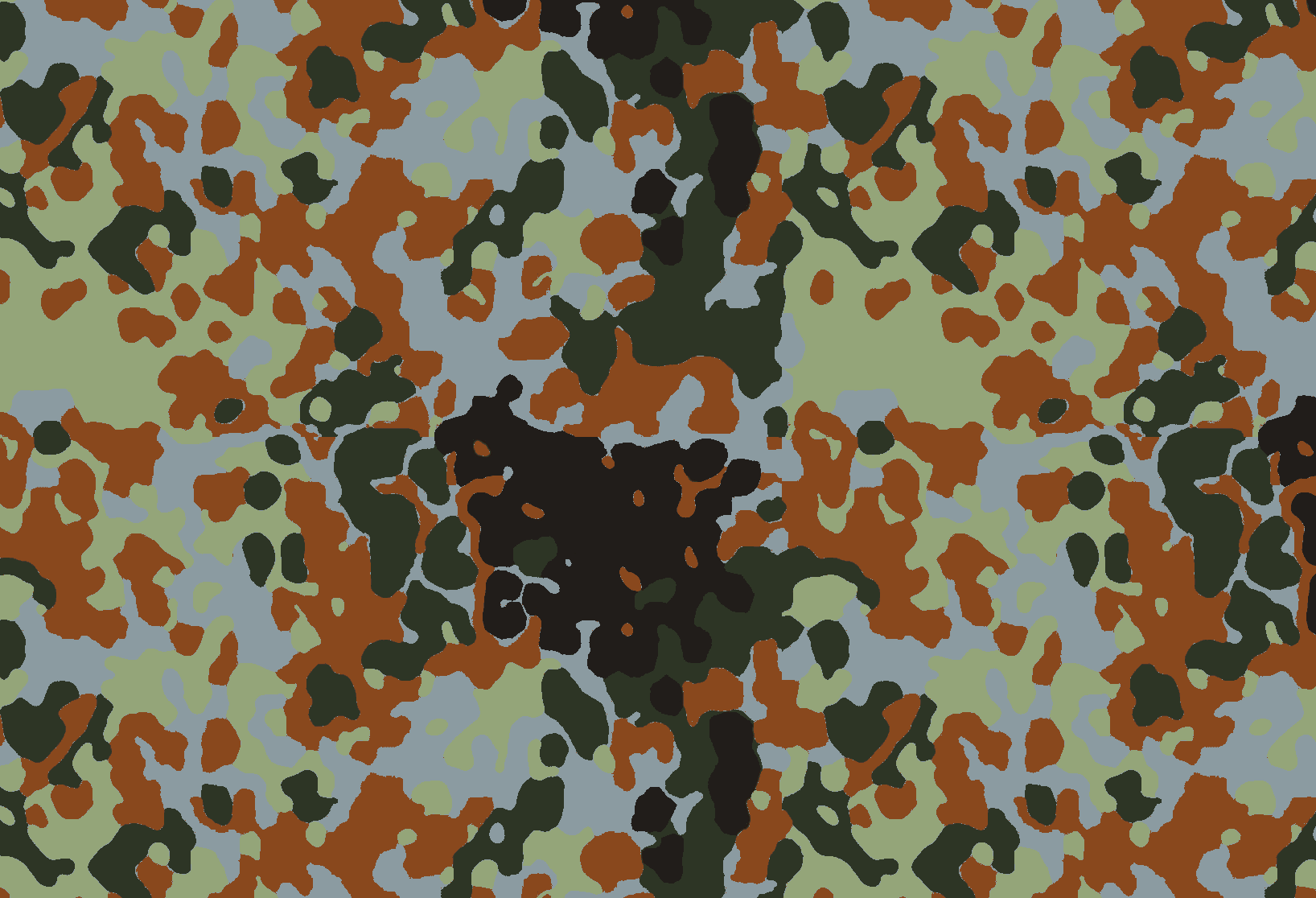
Бельгійський Flecktarn
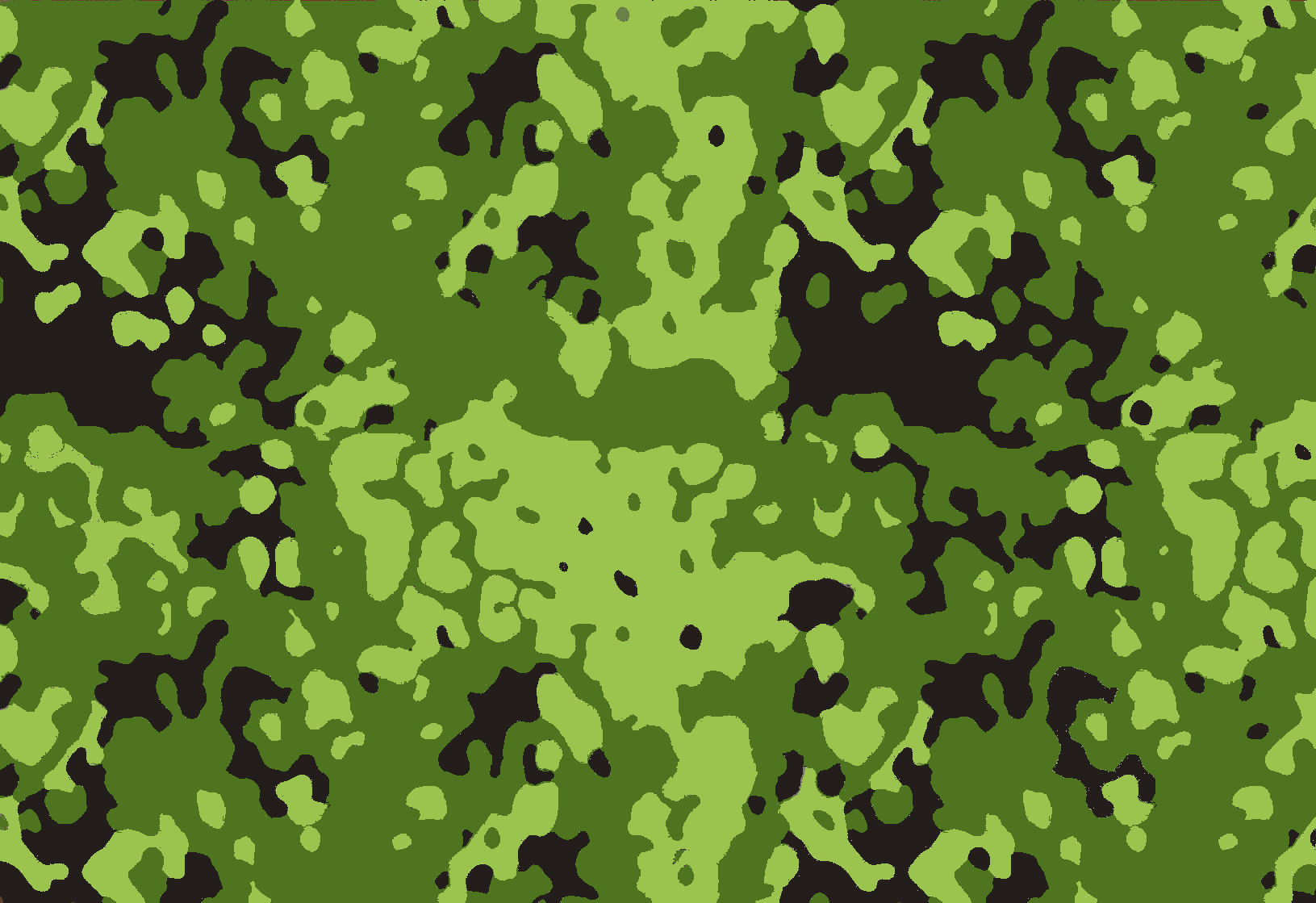
Данська "лісова" версія M/84
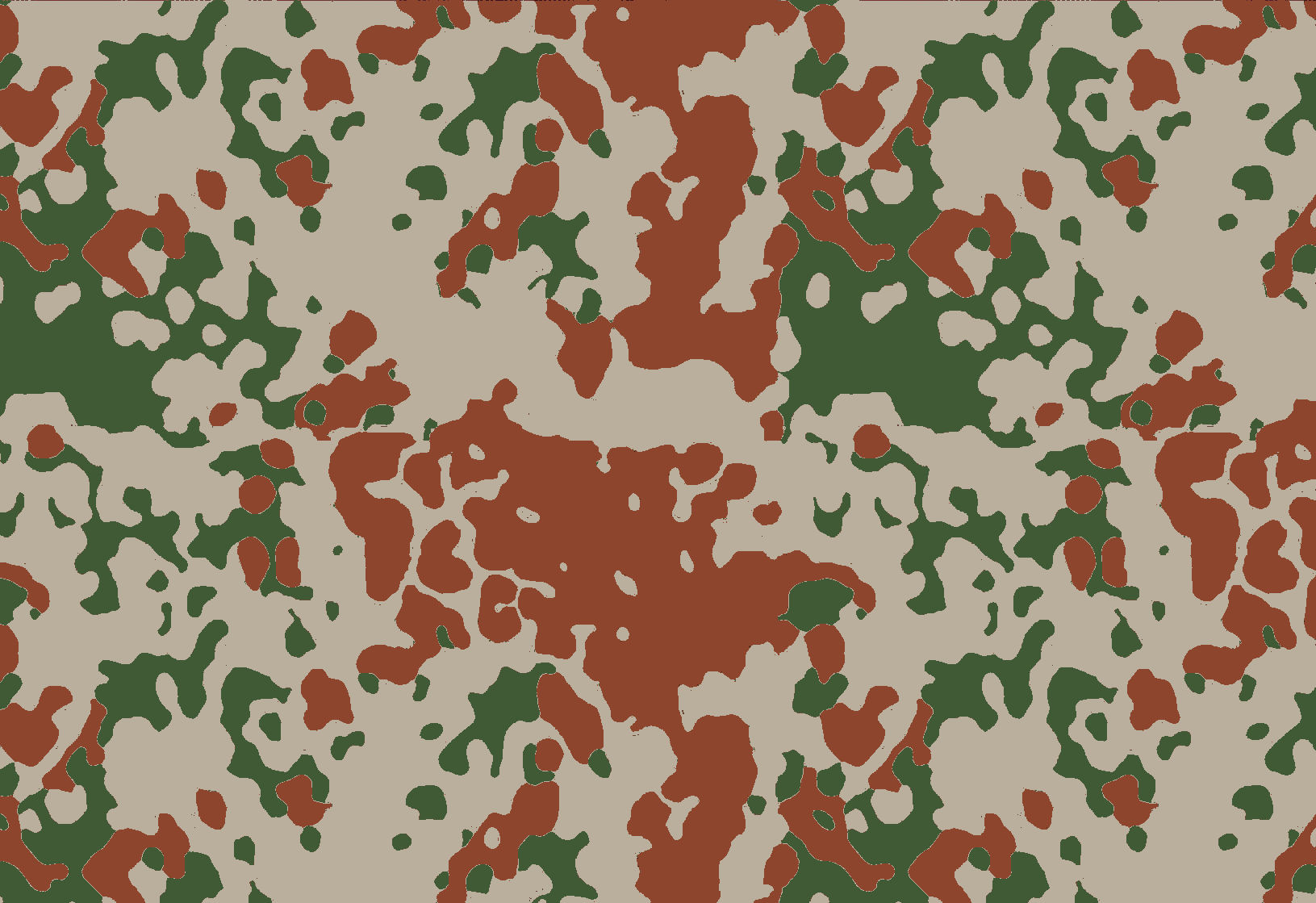
Данська "пустельна" версія M/01
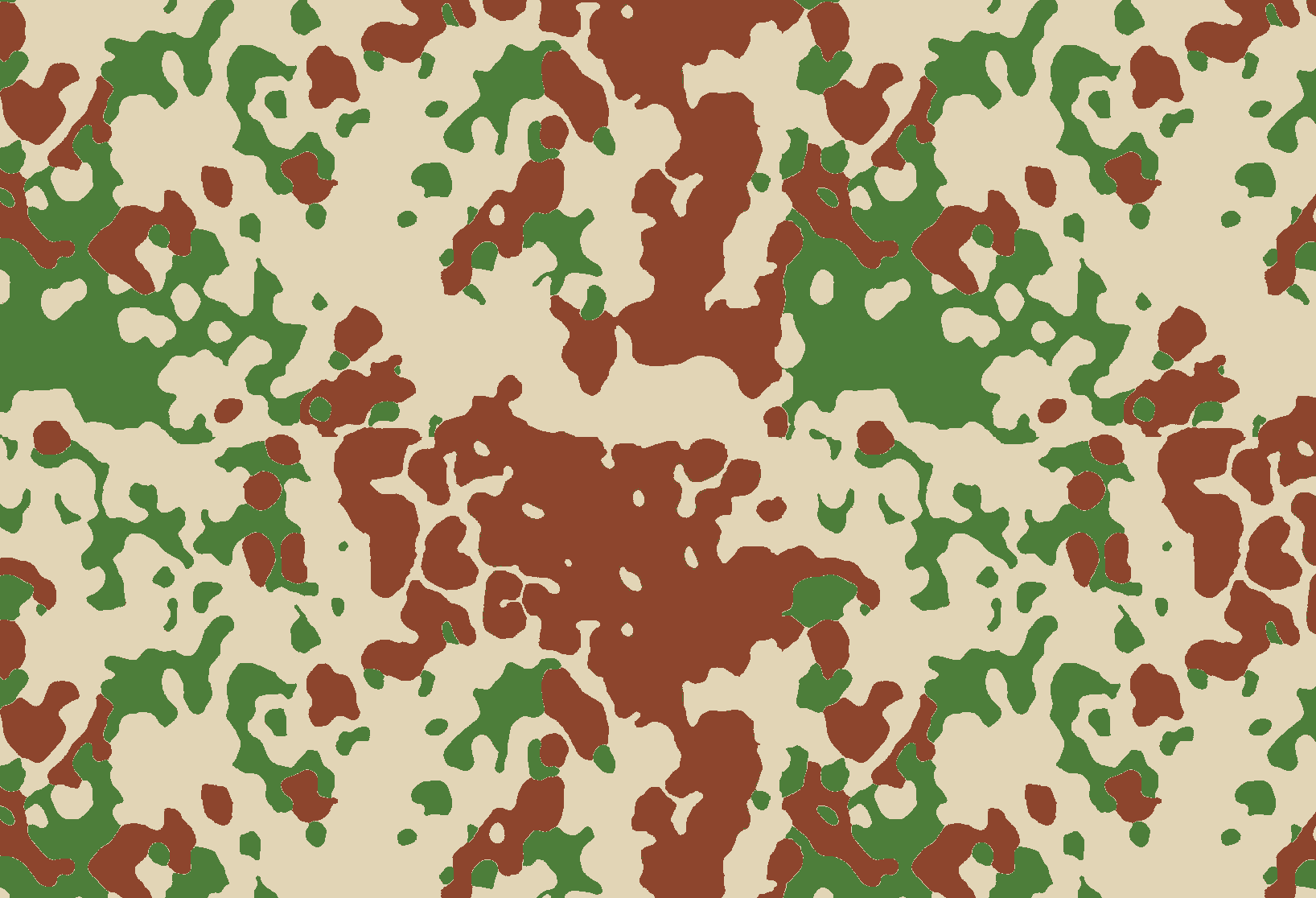
Французький експериментальний пустельнний Flecktarn
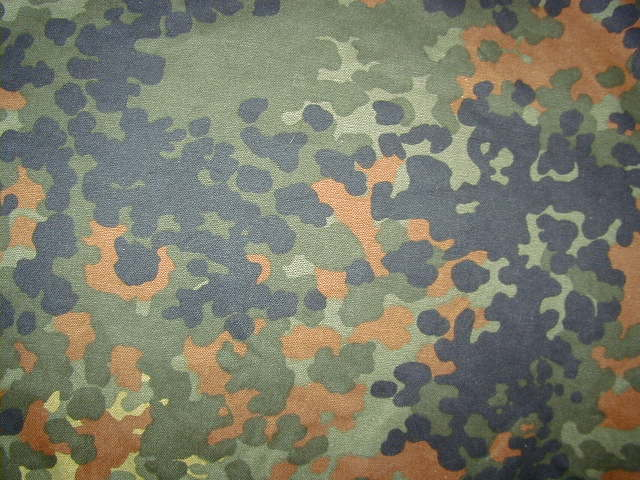
Німецький "лісовий" Flecktarn
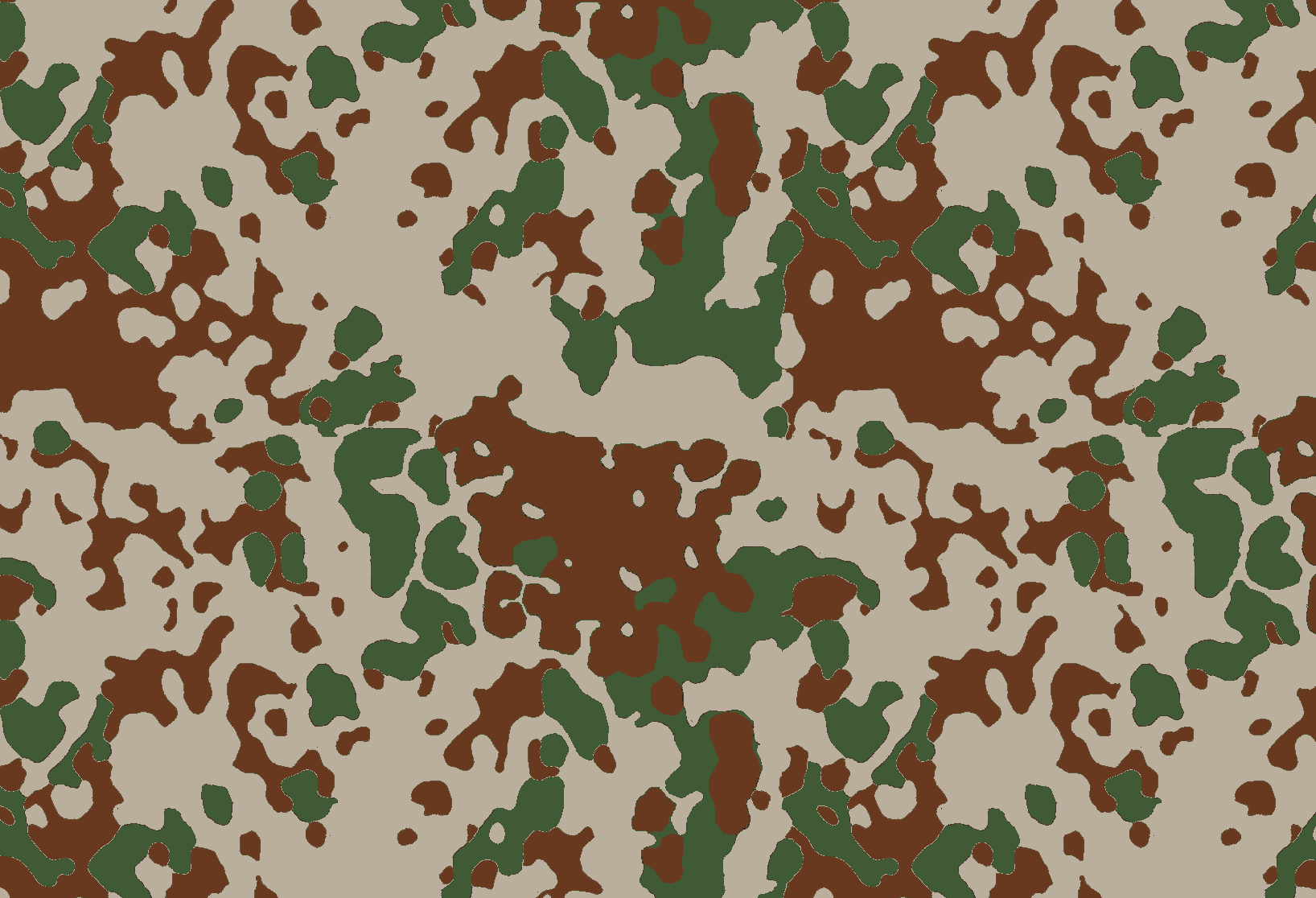
Німецька "пустельна" версія Tropentarn
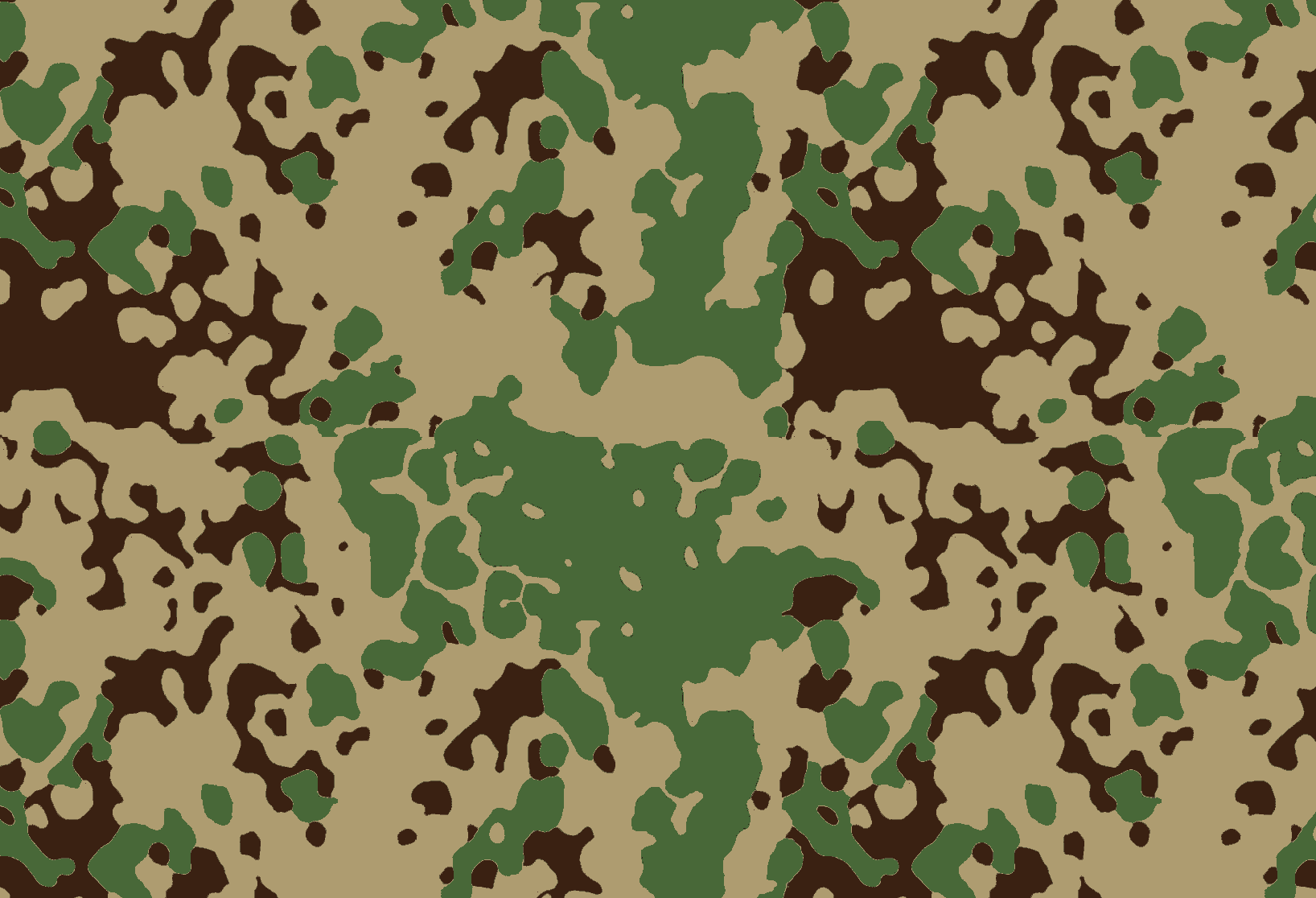
Індійський Flecktarn
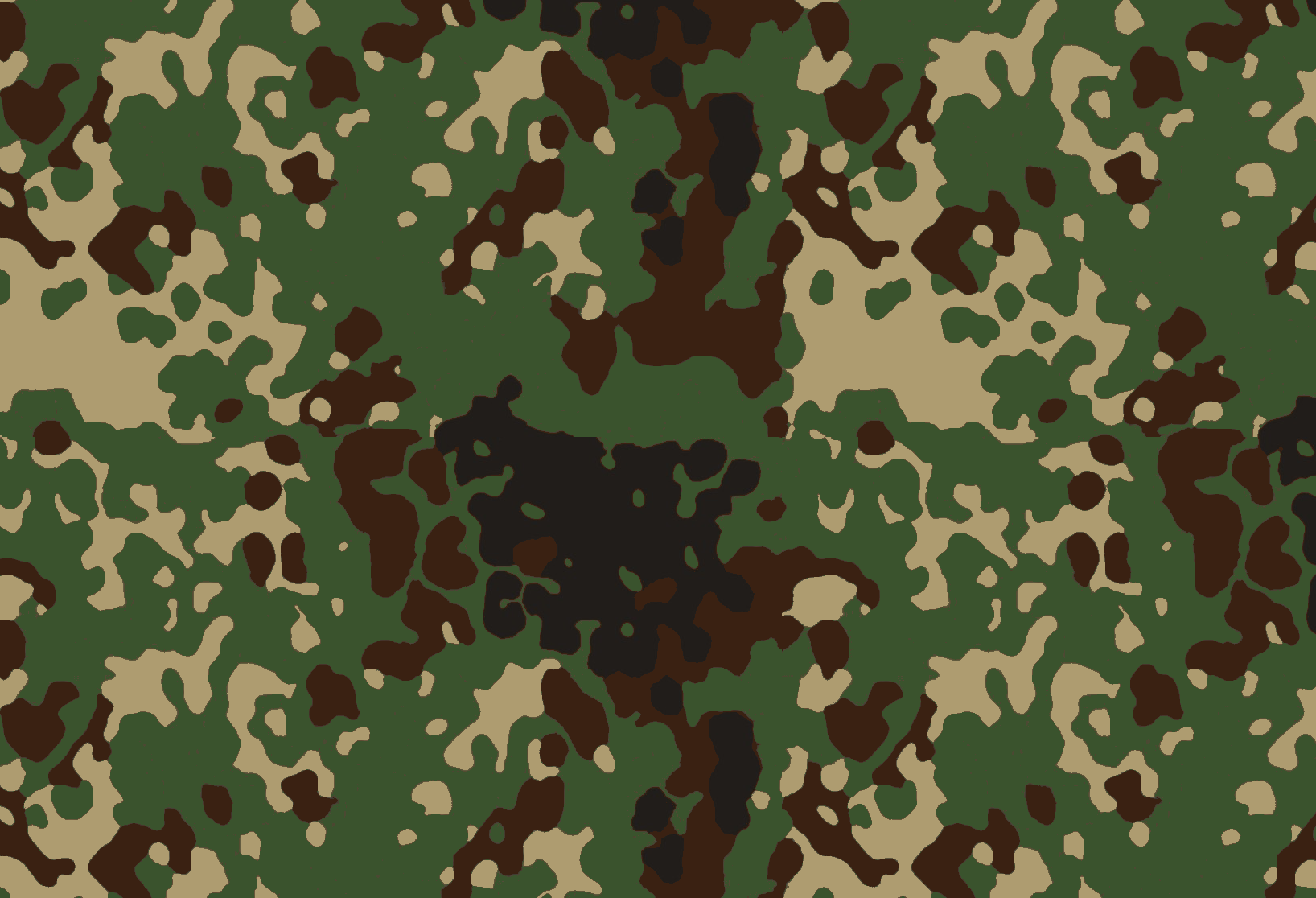
Японський Jieitai
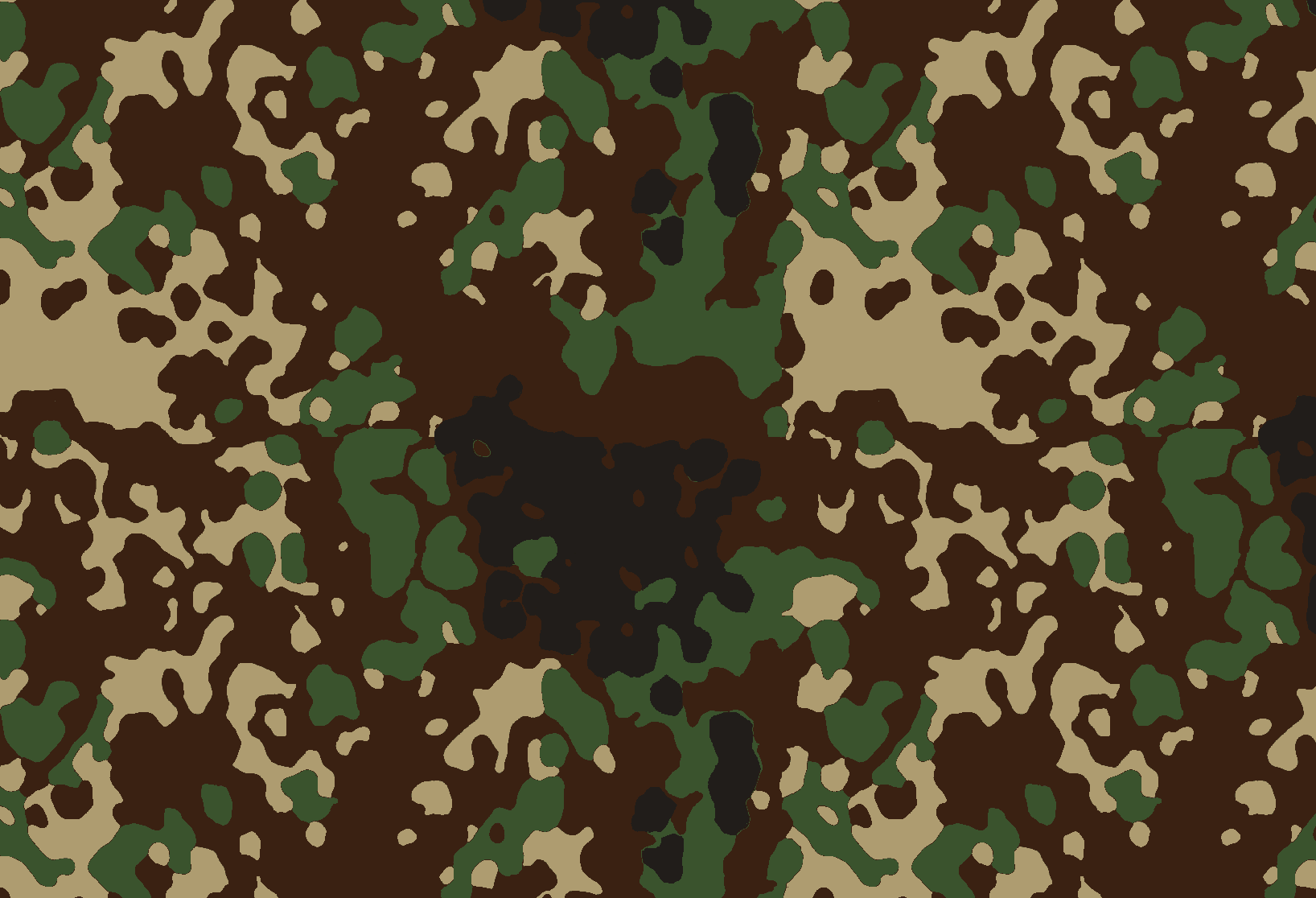
Японський Jieitai, зимовий варіант
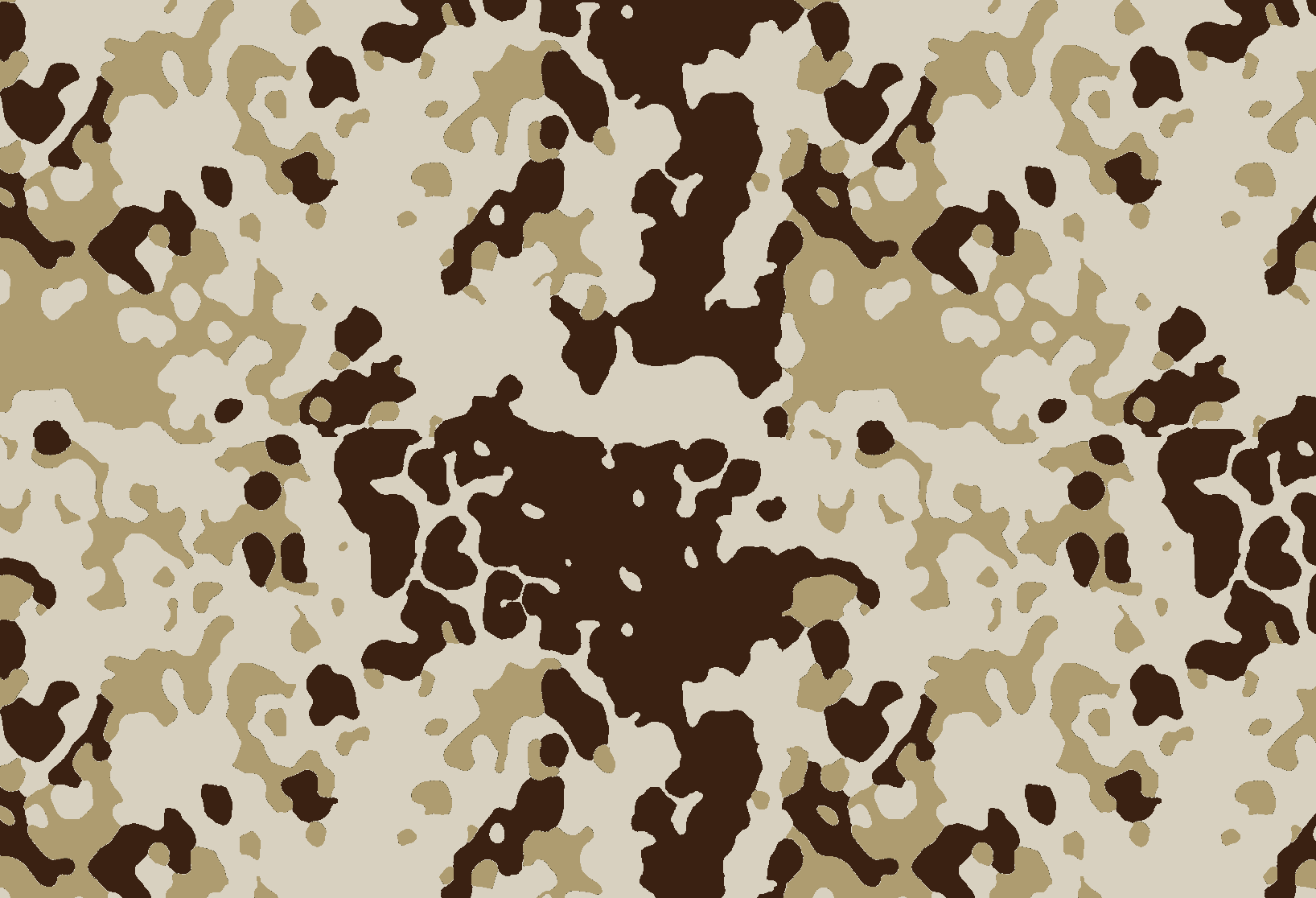
Японський Jieitai, пустельний варіант
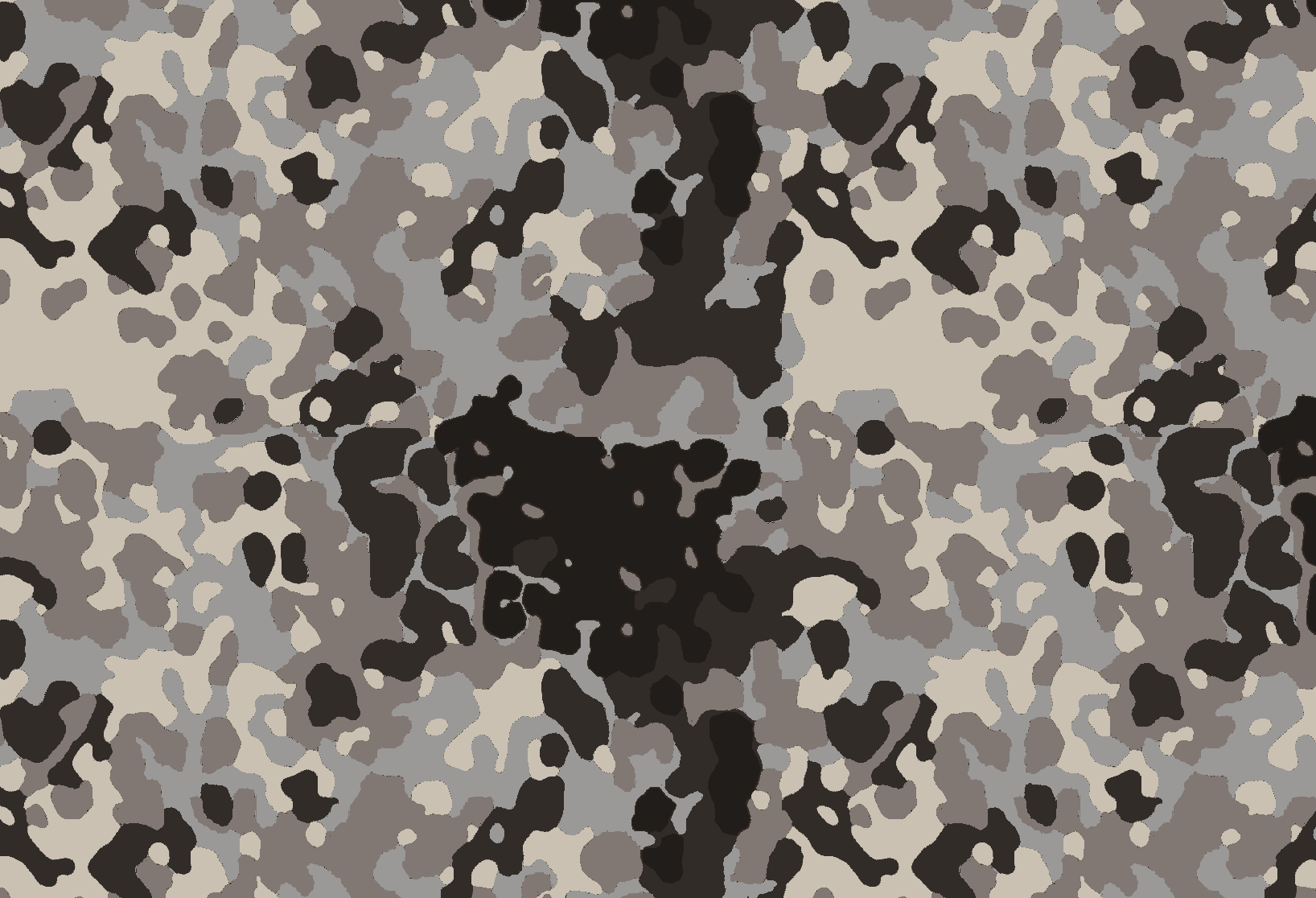
Польський міський Flecktarn wz AT 1 PLAMIAK
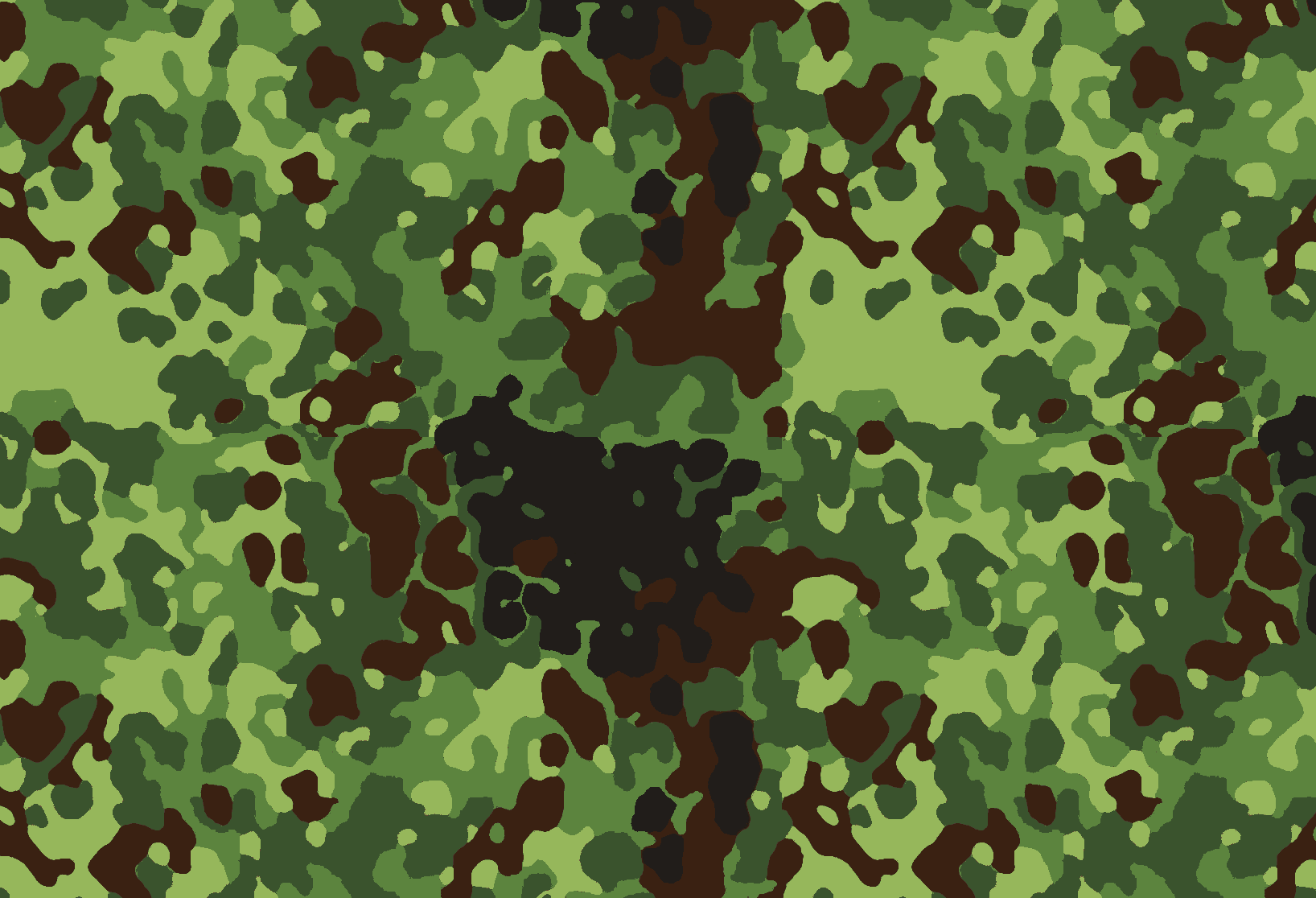
Польський лісовий Flecktarn Gepard
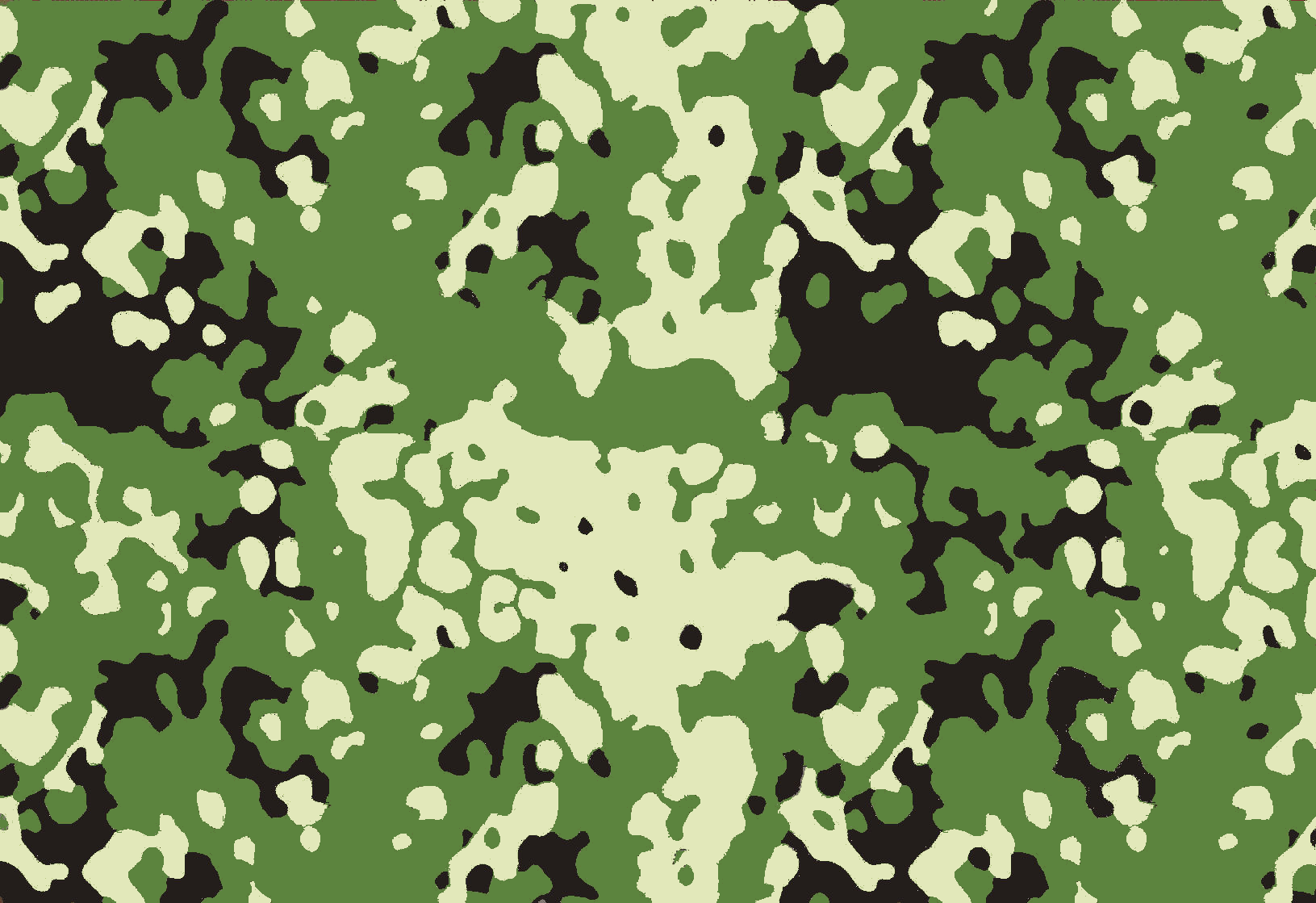
Російський Flectar-D
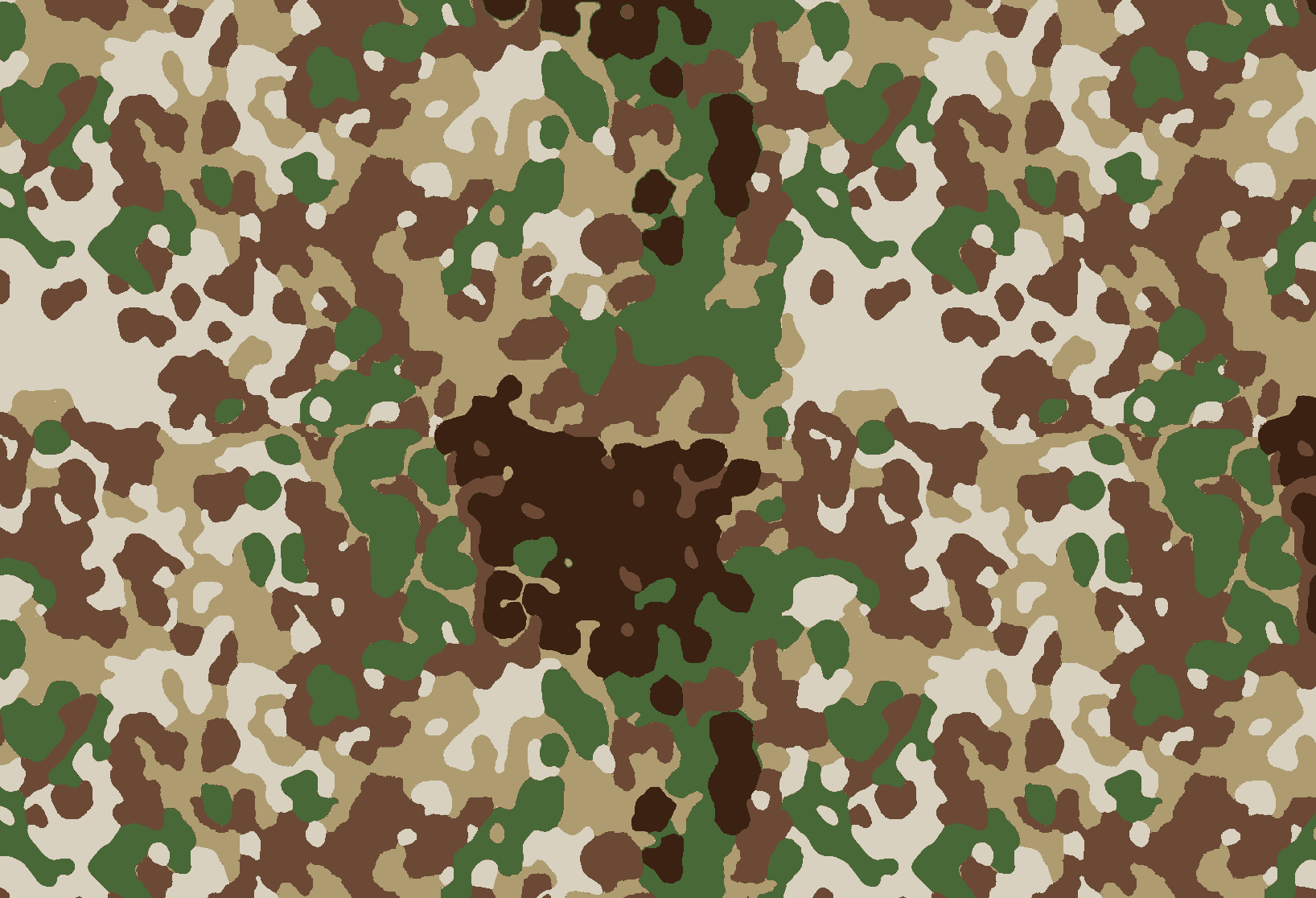
Коммерційний Arid Flecktarn

## Користувачі

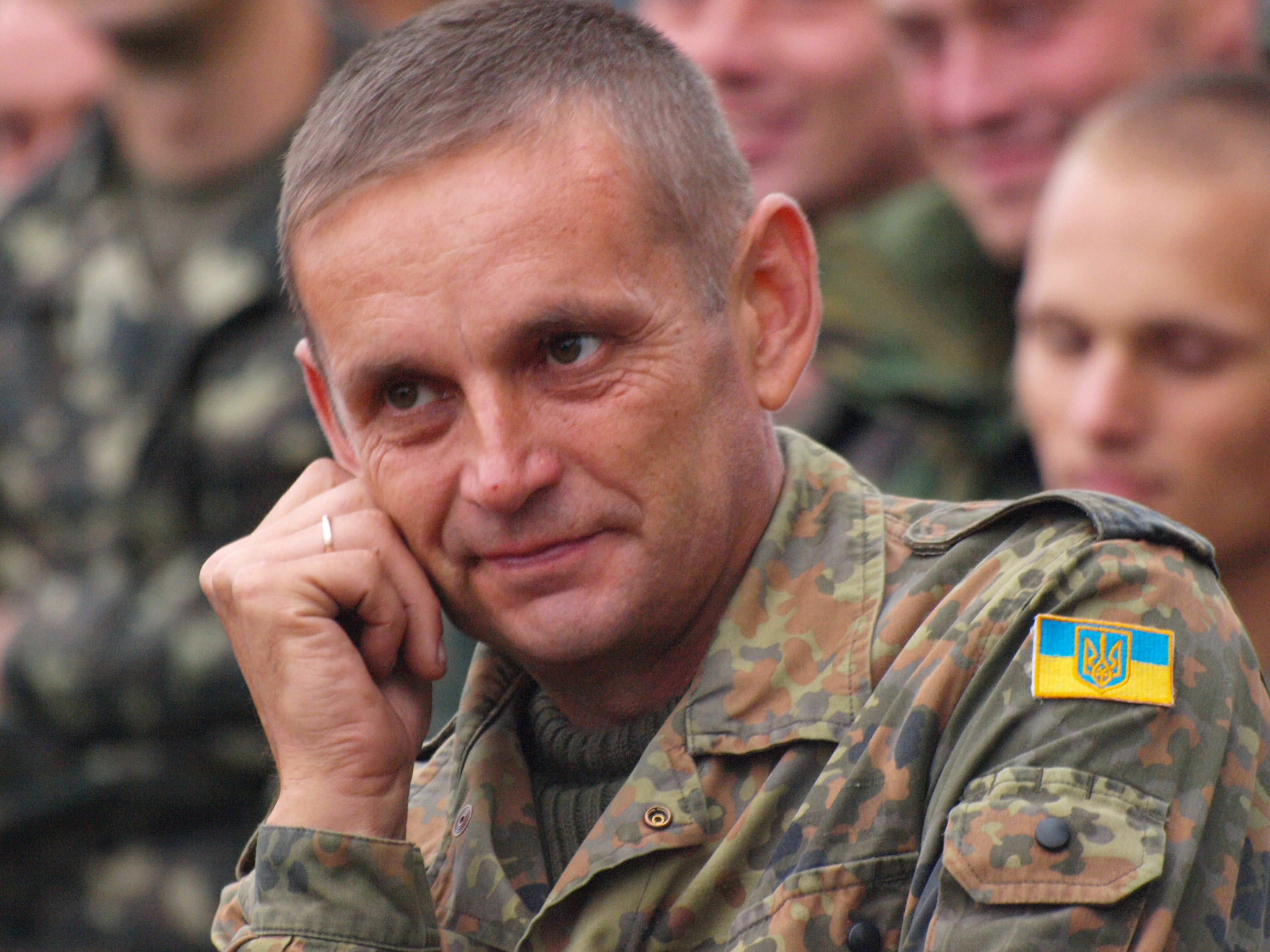
Боєць Національної гвардії України в однострої з камуфляжем Flecktarn (2015)

- Австрія: використовувався спецпризначенцями EKO Cobra як чохол для шоломів Ulbrichts AM-95[13].
- Бельгія: використовувався бельгійськими підрозділами забезпечення безпеки авіабаз до 2000 р.[14].
- Китай: КНР оснастила свої підрозділи прикордонної оборони неліцензійною копією Flecktarn. Крім того, у Тибеті та Пекінському військовому регіоні використовувався змінений колір із домінуванням коричневого кольору (який дуже затребуваний колекціонерами)[15].
- Німеччина: використовується Бундесвером[16].
- Грузія: використовувався військовими Грузії в складі KFOR[17].
- Киргизстан: азійські версії використовувались військовими Киргизстану[18].
- Україна: використовувався окремими спецпідрозділами Збройних сил України (від ССО до повітряно-десантних)[19], включно з полком "Азов"[20].

### Недержавні організації
- Atomwaffen Division (США)[21]
- Армія визволення Косова[17]
- Ірландська республіканська Армія та Óglaigh na hÉireann (ÓnaÉ)[22]